# Burkhard Ebert
Burkhard Ebert (Berlim, 4 de julho de 1942) é um ex-ciclista alemão que competiu nos Jogos Olímpicos de 1964 e Jogos Olímpicos de 1968.